# Luis López (Radsportler)
Luis López Conde (* 29. Juni 1911 in Montevideo; † unbekannt) war ein uruguayischer Radrennfahrer.

## Sportliche Laufbahn
López war Straßenradsportler und Teilnehmer der Olympischen Sommerspiele 1948 in London. Im olympischen Straßenrennen schied er beim Sieg von José Beyaert aus. Die uruguayische Mannschaft kam in der Mannschaftswertung nicht in die Wertung.